# Никита (Ананьев)
Митрополит Ники́та (в миру Оле́г Влади́мирович Ана́ньев; род. 14 ноября 1969, Дедцево, Калужская область) — архиерей Русской Православной Церкви, митрополит Красноярский и Ачинский.

## Биография
Родился 14 ноября 1969 года в деревне Дедцево Малоярославецкого района Калужской области в семье рабочих.
В 1985 году окончил школу № 2 города Обнинска Калужской области. В 1985—1989 годы обучался на агрономическом отделении Детчинского сельхозтехникума (с. Детчино Малоярославецкого района).
В августе 1989 года принят во второй класс Московской духовной семинарии.
6 апреля 1992 года в Троице-Сергиевой Лавре принял монашеский постриг с именем Никита в честь преподобного Никиты Исповедника.
20 мая 1992 года архиепископ Дмитровским Александром рукоположён во иеродиакона.
В 1992 года по окончании Московской духовной семинарии зачислен на первый курс Московской духовной академии.
19 августа 1992 года епископом Дмитровским Филаретом рукоположён во иеромонаха, служил при Московской духовной академии.
В 1996 году окончил Московскую духовную академию. Защитил дипломную работу по теме «Материалы к патерику Калужских святых и подвижников благочестия».
30 июня 1996 года назначен на должность инспектора Калужского духовного училища и зачислен в штат Свято-Георгиевского кафедрального собора Калуги. С октября 1996 года — инспектор Калужской духовной семинарии.
18 января 1998 года возведен в сан игумена.
В июле 1998 года назначен проректором по воспитательной работе Калужской духовной семинарии.
2 февраля 2002 года освобождён от должности штатного священника Свято-Георгиевского собора и зачислен в штат Свято-Троицкого кафедрального собора Калуги.
С октября 2002 по февраль 2005 года, исполняя обязанности настоятеля храма Рождества Христова в Обнинске, являлся благочинным второго округа Калужской епархии, включающего в себя храмы Обнинска.
К празднику Пасхи 2004 года возведён в сан архимандрита.
В течение многих лет в качестве члена оргкомитетов принимал участие в проведении Рождественско-Богородичных чтений, ежегодно проходящих в Калужской епархии, международного кинофестиваля «Встреча», всероссийской школьной конференции «Мой род — мой народ», конференции «Оптинский форум». Возглавлял комиссию калужской епархии комиссию по вопросам рукоположения кандидатов в священный сан. Преподавал в Калужской духовной семинарии Литургику и Пастырскую эстетику.

### Архиерейство
Решением Священного синода от 16 марта 2012 года избран епископом Людиновским, викарием Калужской епархии. 23 апреля в храме Всех Святых, в земле Российской просиявших (патриаршей и синодальной резиденции в Свято-Даниловом монастыре), наречён во епископа Людиновского, викария Калужской епархии. 27 мая в храме Воскресения Словущего на Успенском Вражке в Москве была совершена хиротония архимандрита Никиты во епископа Людиновского, викария Калужской епархии. Хиротонию совершили патриарх Московский и всея Руси Кирилл, митрополит Крутицкий и Коломенский Ювеналий (Поярков), митрополит Калужский и Боровский Климент (Капалин), архиепископ Истринский Арсений (Епифанов), епископ Солнечногорский Сергий (Чашин).
С 11 по 25 июня 2012 года в Общецерковной аспирантуре и докторантуре проходил курсы повышения квалификации для новопоставленных архиереев.
2 октября 2013 года решением Священного синода (журнал № 109) образована Козельская епархия путём выделения её из состава Калужской и Боровской епархии. Епископом Козельским и Людиновским определено быть преосвященному епископу Людиновскому Никите (Ананьеву), викарию Калужской епархии.
11 марта 2020 года Священный синод утвердил епископа Козельского и Людиновского Никиту священноархимандритом монастыря Спаса Нерукотворного пустынь села Клыково.
20 марта 2025 года решением Священного синода переведён на Красноярскую и Ачинскую кафедру.
13 апреля 2025 г. за литургией в храме Христа Спасителя г. Москвы патриархом Кириллом возведен в сан митрополита.

## Награды
- Орден преподобного Сергия Радонежского III степени (1999)
- Орден святителя Иннокентия, митрополита Московского и Коломенского III степени (2002)
- Медаль «65 лет Калужской области» (2009)